# Monopteros
En monopteros (Oldgræsk: ὁ μονόπτερος fra Polytonic: μόνος kun, single, alene og τὸ πτερόν, fløj) er en cirkulær kolonnade, der understøtter et tag men i modsætning til en tholos uden vægge og indre rum (cella).
I barok og klassicistisk arkitektur er en monopteros som et "musernes tempel" populær i engelske og franske haver. Monopteros forekommer også i tyske parker som i Wörlitz, i Den engelske have i München og i Hayns Park i Hamburg-Eppendorf. Mange brønde i parker og spa-centre ligner en monopteros. Mange monopteroi har en porticus foran som staffage. Sådan en porticus har kun dekorativ funktion, fordi den ikke er nødvendig som indgang til templet, da det er åbent på alle sider.
Monopteroi kaldes ofte for rotunder på grund af deres runde grundrids. Men mange monopteroi har firkantet eller polygonalt grundrids. Et eksempel er det sekskantede tempel med musen Polyhymnia ved Tiefurt slot i Weimar.